# 릴라 크로포드

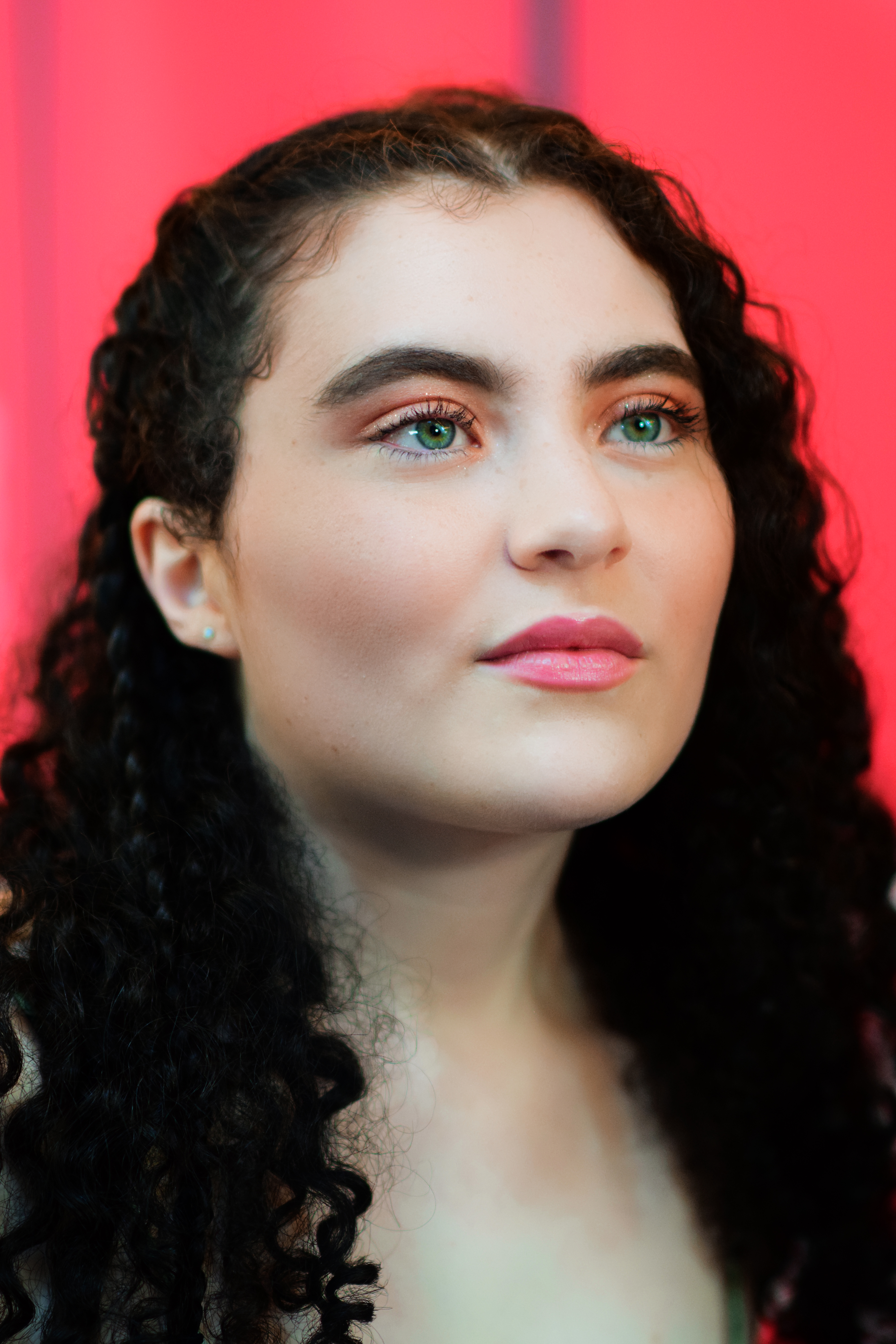

릴라 크로포드(Lilla Crawford, 2001년 2월 23일 ~ )는 미국의 배우, 연극 배우, 성우, 영화배우이다.
로스앤젤레스에서 태어났다.

## 영화
- 숲속으로 (2014년) - 빨간 망토 역